# Сиковицы
Сиковицы (Фин. Sikovitsa)— деревня в северо-западной части Струго-Красненского района Псковской области России. Входит в состав Марьинской волости. Численность населения составляет 219 жителей (2000 год), на 2010 год — 183 жителя. С января 1995 года до апреля 2015 года являлась административным центром Сиковицкой волости.

## География
Находится на северо-востоке региона, в северо-западной части района, в 35 км к северо-западу от посёлка Струги Красные.

## История
Согласно Закону Псковской области от 28 февраля 2005 года деревня Сиковицы возглавила образованное муниципального образования Сиковицкая волость.
До апреля 2015 года деревня Сиковицы возглавляла в Сиковицкую волость.
В соответствии с Законом Псковской области от 30 марта 2015 года № 1508-ОЗ деревня Сиковицы, вместе с другими селениями упраздненной Сиковицкой волости, вошла в состав образованного муниципального образования «Марьинская волость».

## Население
| 2000 | 2001 | 2002 | 2010 | 2011 |
| ---- | ---- | ---- | ---- | ---- |
| 219  | →219 | ↘210 | ↘168 | ↗183 |